# 市之町東
市之町東（いちのちょうひがし）は、大阪府堺市堺区にある地名。2024年現在の行政地名は市之町東一丁から市之町東六丁。住居表示は実施済。

## 地理
堺区の中央部に位置する。北東は熊野町東、北西は市之町西、南西は甲斐町東、南東は南瓦町に接する。北東から順に一丁から六丁がある。

## 歴史

### 地名の由来
「市之町」の地名は、当地で市が開かれていたことに由来するといわれる。

### 沿革
- 1872年（明治5年）、本在家町・市山ノ口・南向井領町・永福寺町・市農人町・市之町寺町・南大小路町の一部より市之町東成立。堺町のうち。
- 1879年（明治12年）、郡区町村編成法施行により、堺区の所属となる。
- 1889年（明治22年）、市制施行により、堺区が堺市に移行。
- 1929年（昭和4年）、一部が南新町1 - 2丁となる。
- 1931年（昭和6年）、一部が北新町1 - 4丁となる。
- 1959年（昭和34年）、市之町・熊野町・熊野町東1 - 6丁・甲斐町東1 - 4丁の各一部を編入[7]。
- 2006年（平成18年）、堺市が政令指定都市に移行し、行政区を設置。市之町東は堺区の所属となる。

## 世帯数と人口
2024年（令和6年）8月31日現在の世帯数と人口は以下の通りである。
| 丁           | 世帯数  | 人口    |
| ------------ | ------- | ------- |
| 市之町東一丁 | 39世帯  | 49人    |
| 市之町東二丁 | 72世帯  | 111人   |
| 市之町東三丁 | 107世帯 | 177人   |
| 市之町東四丁 | 342世帯 | 605人   |
| 市之町東五丁 | 105世帯 | 144人   |
| 市之町東六丁 | 51世帯  | 92人    |
| 計           | 716世帯 | 1,178人 |

### 人口の変遷
| 1995年（平成7年）  | 692人 | [ 8 ]  |  |
| 2000年（平成12年） | 787人 | [ 9 ]  |  |
| 2005年（平成17年） | 815人 | [ 10 ] |  |
| 2010年（平成22年） | 734人 | [ 11 ] |  |
| 2015年（平成27年） | 778人 | [ 12 ] |  |
| 2020年（令和2年）  | 789人 | [ 13 ] |  |

### 世帯数の変遷
| 1995年（平成7年）  | 277世帯 | [ 8 ]  |  |
| 2000年（平成12年） | 388世帯 | [ 9 ]  |  |
| 2005年（平成17年） | 412世帯 | [ 10 ] |  |
| 2010年（平成22年） | 385世帯 | [ 11 ] |  |
| 2015年（平成27年） | 436世帯 | [ 12 ] |  |
| 2020年（令和2年）  | 481世帯 | [ 13 ] |  |

## 学区
市立小・中学校に通う場合、学区は以下の通りとなる。
| 丁           | 番   | 小学校           | 中学校             |
| ------------ | ---- | ---------------- | ------------------ |
| 市之町東一丁 | 全域 | 堺市立熊野小学校 | 堺市立殿馬場中学校 |
| 市之町東二丁 | 全域 | 堺市立熊野小学校 | 堺市立殿馬場中学校 |
| 市之町東三丁 | 全域 | 堺市立熊野小学校 | 堺市立殿馬場中学校 |
| 市之町東四丁 | 全域 | 堺市立熊野小学校 | 堺市立殿馬場中学校 |
| 市之町東五丁 | 全域 | 堺市立熊野小学校 | 堺市立殿馬場中学校 |
| 市之町東六丁 | 全域 | 堺市立熊野小学校 | 堺市立殿馬場中学校 |

## 事業所
2021年（令和3年）現在の経済センサス調査による事業所数と従業員数は以下の通りである。
| 丁           | 事業所数  | 従業員数 |
| ------------ | --------- | -------- |
| 市之町東一丁 | 18事業所  | 274人    |
| 市之町東二丁 | 20事業所  | 70人     |
| 市之町東三丁 | 25事業所  | 175人    |
| 市之町東四丁 | 21事業所  | 160人    |
| 市之町東五丁 | 20事業所  | 197人    |
| 市之町東六丁 | 18事業所  | 286人    |
| 計           | 122事業所 | 1,162人  |

## 交通

### 鉄道
- 阪堺電気軌道阪堺線 - 大小路停留場

### バス
- 南海バス[16]
- 0・16・16C・61系統：大小路 - 大寺北門山之口前 - 熊野小学校前

### 道路
- 大道筋（堺市道大道筋）
- 大小路筋

## 施設
- 在大阪ベトナム総領事館
- KINSHO大小路店
- 紀陽銀行堺支店
- 大阪商工信用金庫堺支店
- 堺山之口商店街
- 善宗寺
- 土居川公園

## 郵便
- 郵便番号：590-0952[3]（集配局：堺郵便局[17]）。

## ギャラリー

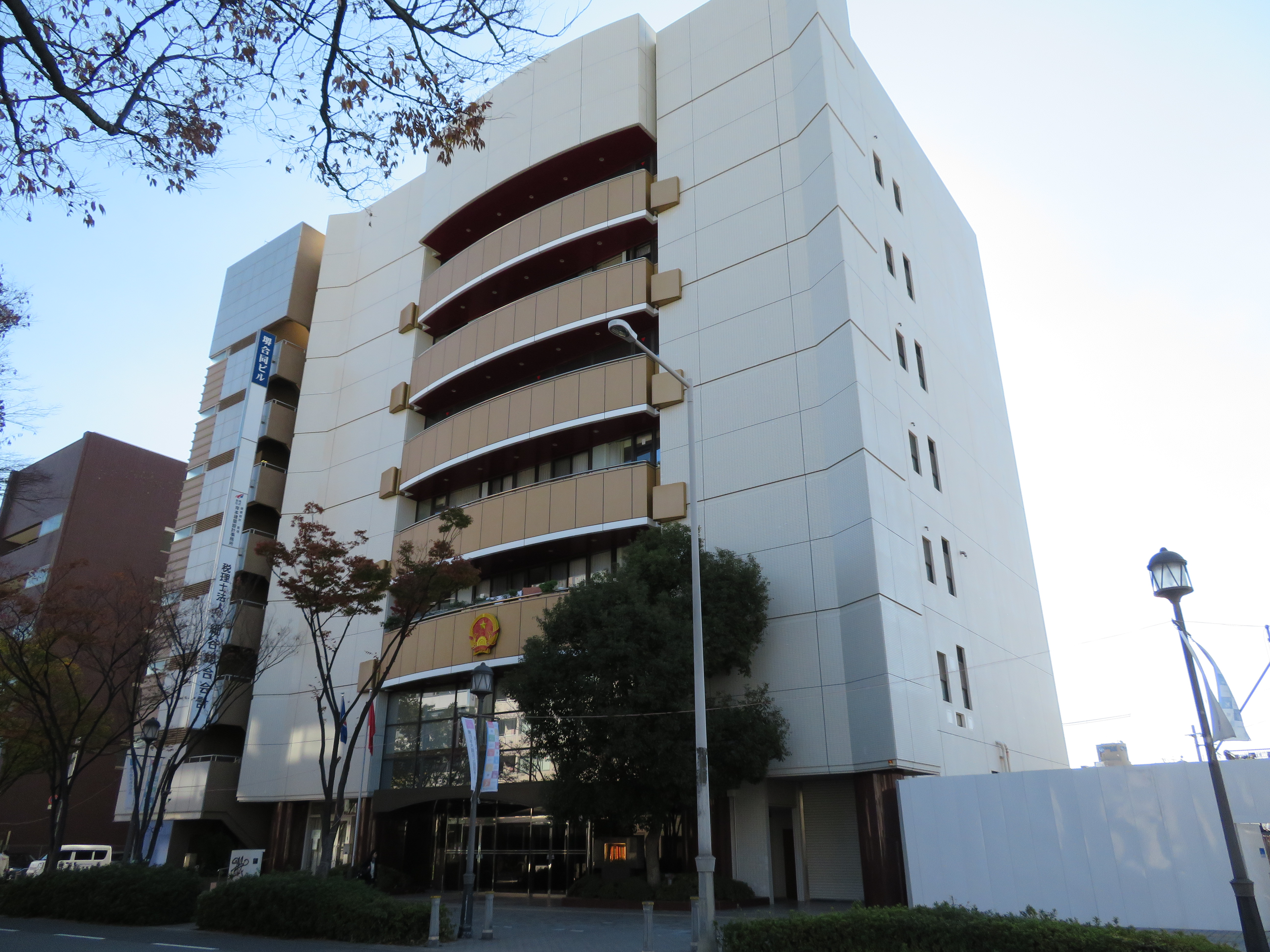
在大阪ベトナム総領事館
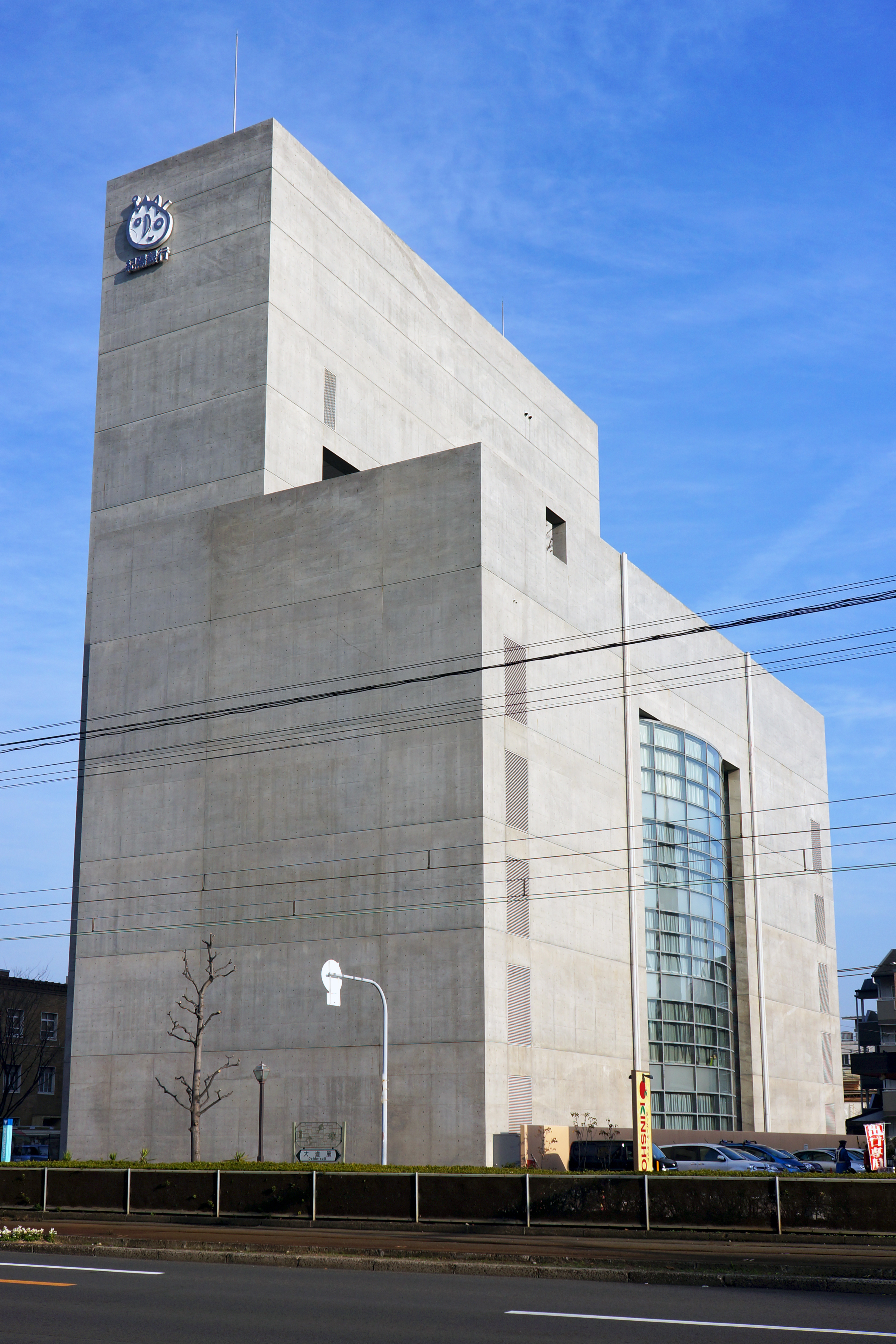
紀陽銀行堺支店
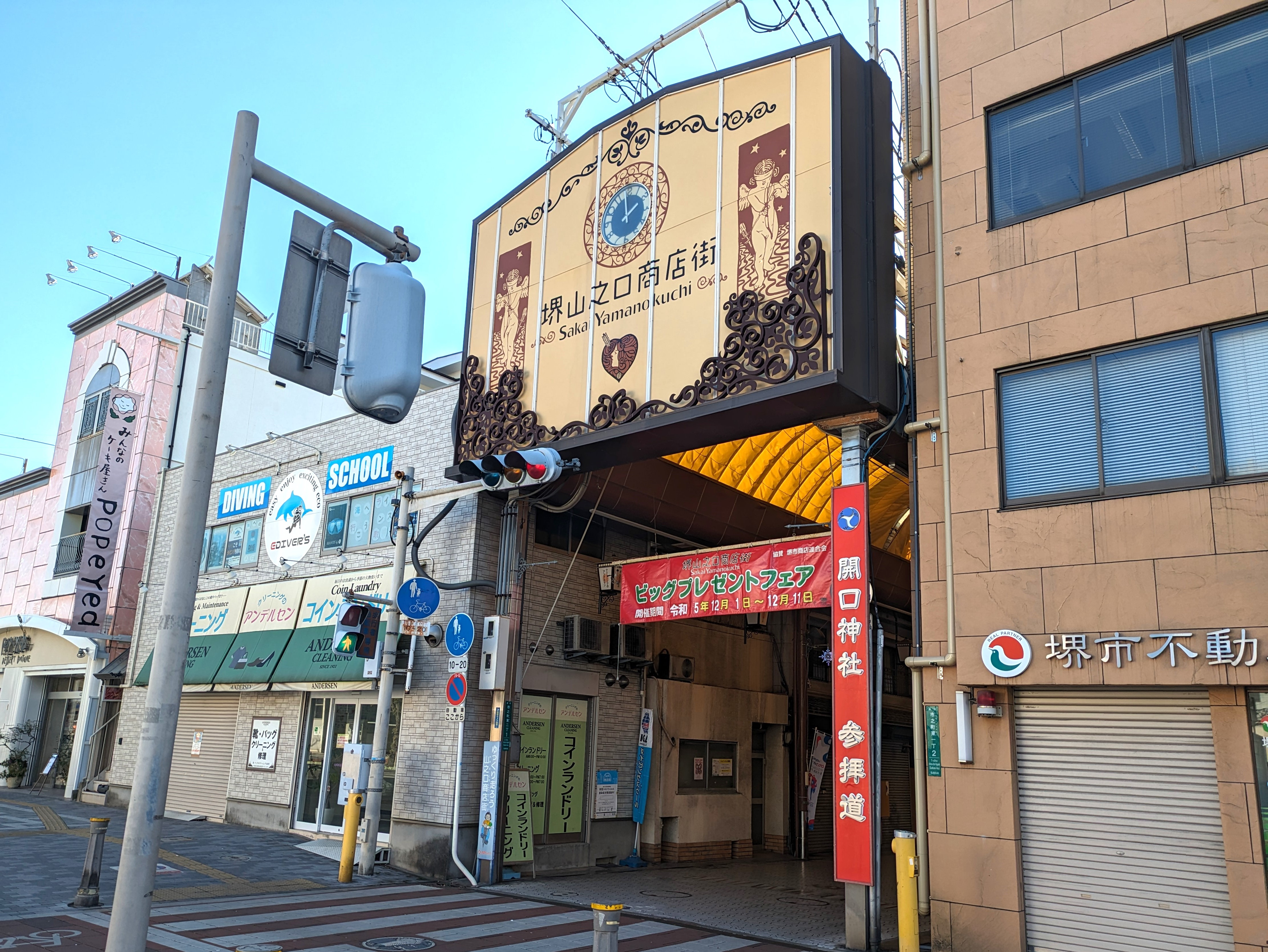
堺山之口商店街
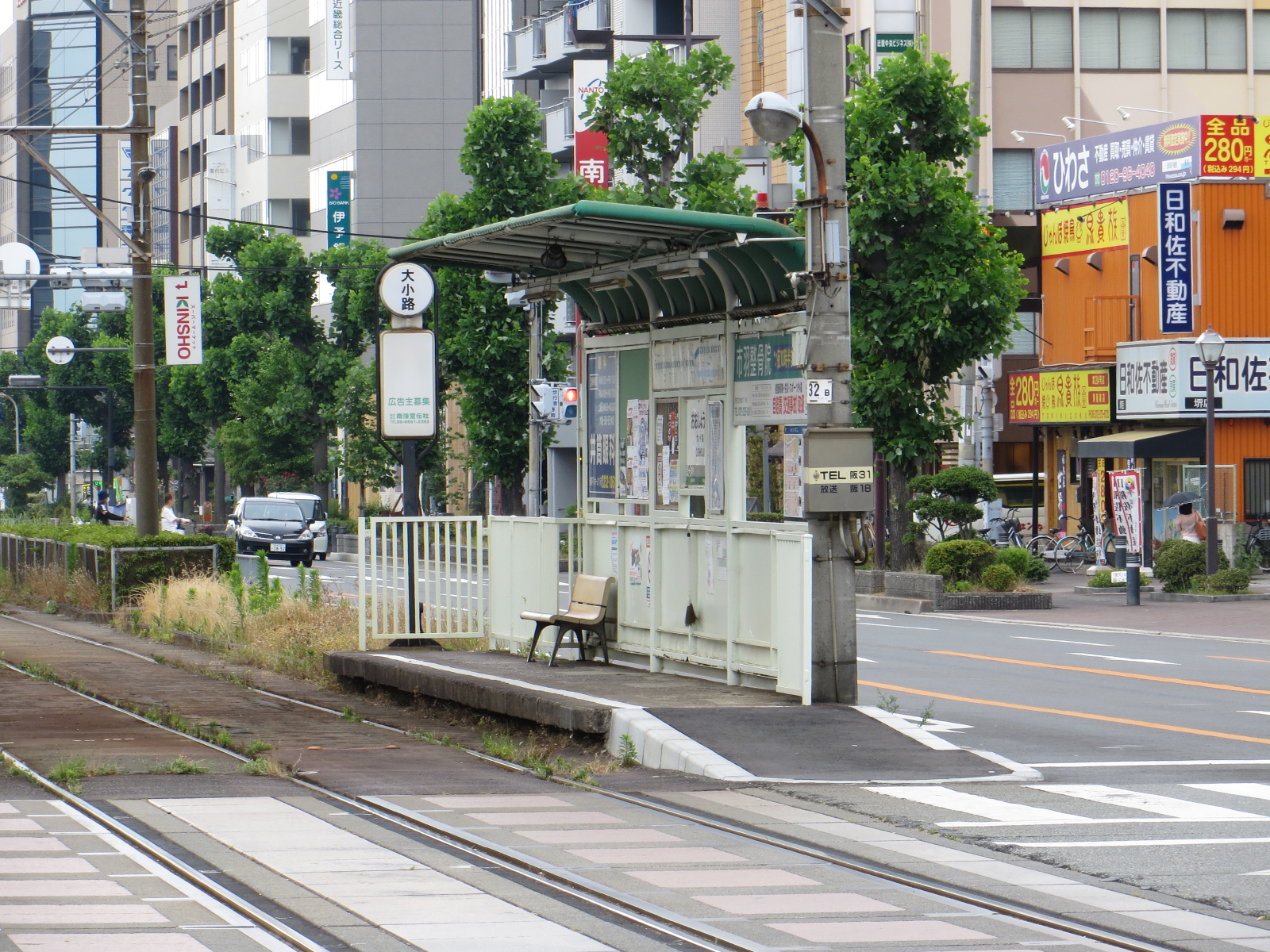
阪堺電気軌道阪堺線 大小路停留場